# Stuart Levy
Stuart Levy ist ein US-amerikanischer Filmeditor. Er ist seit 1990 im US-amerikanischen Filmgeschäft aktiv. Zunächst war er bis einschließlich 1998 vornehmlich im Bereich Ton-Schnitt tätig, erste Filmschnitte übernahm er seit 1993.
2009 wurde er von den American Cinema Editors für den Eddie Award für den Dokumentarfilm Chicago 10 nominiert, 2013 folgte eine Nominierung für den Primetime Emmy für die Dokumentation Die Rolling Stones – Ein Rückblick auf 50 Jahre Bandgeschichte.

## Filmografie (Auswahl)
- 1999: An jedem verdammten Sonntag (Any Given Sunday)
- 2001: Driven
- 2003: Confidence
- 2004: New York Taxi
- 2004: Mission: Possible – Diese Kids sind nicht zu fassen! (Catch that Kid)
- 2005: Red Eye
- 2006: Es begab sich aber zu der Zeit… (The Nativity Story)
- 2007: Chicago 10 (Dokumentarfilm)
- 2008: Sleepwalking
- 2008: Die Insel der Abenteuer (Nim’s Island)
- 2011: Krieg der Götter (Immortals)
- 2012: Savages
- 2012: Die Rolling Stones – Ein Rückblick auf 50 Jahre Bandgeschichte (Crossfire Hurricane, Dokumentarfilm)
- 2014: Foxcatcher
- 2015: Die Bestimmung – Insurgent (The Divergent Series: Insurgent)
- 2018: Der Nussknacker und die vier Reiche (The Nutcracker and the Four Realms)
- 2021: Snake Eyes: G.I. Joe Origins
- 2023: Finestkind